# Маленькие чудеса
«Маленькие чудеса» — советский рисованный мультипликационный фильм. Для детей.

## Сюжет
Мультфильм про дом, в котором существуют различные чудеса: сапоги-скороходы, шапка-невидимка и ковер-самолет.

## Съёмочная группа
| автор сценария             | Клавдия Ганелина |
| режиссёр                   | Владимир Самсонов |
| художник-постановщик       | Елизавета Жарова |
| композитор                 | Богдан Троцюк |
| оператор                   | Владимир Милованов |
| звукооператор              | Нелли Кудрина |
| ассистент режиссёра        | А. Гришанова |
| текст читает               | Юрий Саранцев (нет в титрах) |
| художники-мультипликаторы: | Александр Федулов, Олег Сафронов, Семён Петецкий, Антонина Алёшина, Владимир Спорыхин, Игорь Самохин, Борис Тузанович, Андрей Колков |
| xудожники-декораторы:      | Игорь Медник, Татьяна Арешкова |
| монтажёр                   | Людмила Рубан |
| редактор                   | Валерия Медведовская |
| директор                   | Лидия Варенцова |

## Факты
- В титрах мультфильма написан Гостелерадио СССР 1985 год, но вышел мультфильм в 1986 году.
- В титрах не написано, кто читает текст за кадром.